# Parc quasi national de Genkai
Le parc quasi national de Genkai (玄海国定公園, Genkai Kokutei Kōen) est un parc quasi national situé dans les préfectures de Fukuoka, de Saga et de Nagasaki au Japon. Créé le 1er juin 1956, il s'étend sur 105,61 km2.